# شارني سووبسك
شارني سووبسك (بالبولندية: Czarni Słupsk) هو فريق كرة سلة بولندي تأسس في سنة 1989 يقع مقره في سووبسك، بولندا ويدربه روبرتس شتلماهرس. ينافس في الدوري البولندي لكرة السلة.

## الإنجازات
- الدوري البولندي لكرة السلة:

المركز الثالث (4): 2005–06، 2010–11، 2014–15، 2015–16

## أبرز اللاعبين
من أبرز اللاعبين الذين لعبوا معه:
- أوجينيوس فاشكيس
- جيريل بلاسينغيم

## وصلات خارجية
- الموقع الرسمي